# Ермолаевский
Ермола́евский — упразднённый посёлок, присоединённый к рабочему посёлку (ныне городу) Железногорску Курской области в 1961 году. 

## География
Расположен в 2,5 км к северо-востоку от центральной части Железногорска на левом берегу реки Речицы. Состоит из одной Ермолаевской улицы, проходящей с востока на запад от Привокзальной улицы до поймы Речицы и состоящей из домов частной застройки. К северу и к югу от посёлка расположены гаражи. Также к югу от Ермолаевского расположено кладбище. Вблизи находится железнодорожная станция Михайловский Рудник.

## История
В 1926 году в посёлке было 12 дворов, проживал 81 человек (42 мужчины и 39 женщин). В то время Ермолаевский входил в состав Трубиченского сельсовета Долбенкинской волости Дмитровского уезда Орловской губернии. В 1928 году вошёл в состав Михайловского (ныне Железногорского) района. В 1937 году в посёлке было 15 дворов. До 1954 года Ермолаевский входил в состав Трубиченского сельсовета Михайловского района Курской области. В 1954—1961 годах в составе Разветьевского сельсовета. 28 сентября 1961 года включён в черту рабочего посёлка Железногорск. В настоящее время статуса отдельного населённого пункта не имеет и обозначается просто как Ермолаевская улица в Железногорске.

## Население
| 81 |